# 지쿠센터역
지쿠센터역(일본어: 地区センター駅)은 일본 지바현 사쿠라시에 위치한 야마만 유카리가오카 선의 역이다.

## 역사
- 1992년 12월 3일: 영업 개시.

## 역 구조
단선 승강장 1면 1선의 고가역이다.
역사는 입체 주차장(구 이온 유카리가오카점 주차장) 옆에 설치되어 있다. 주차장은 동점과 연결 육교를 통해서 접속된다.

## 역 주변
대규모 쇼핑 센터와 번화가 옆에 있는 관계로 붐비는 편이다.
- 아쿠아 유카리(슈퍼 목욕탕 및 오락 시설 복합체)
- 거리 갤러리(유카리가오카의 동네를 소개하는 시설)
- 이온 타운 유카리가오카
- 스카이 프라자 몰

## 인접역
| 야마만 ■ 유카리가오카 선 | 야마만 ■ 유카리가오카 선 | 야마만 ■ 유카리가오카 선 |
| ------------------------ | ------------------------ | ------------------------ |
| 유카리가오카             |                          | 고엔                     |